# Københavns Politigård

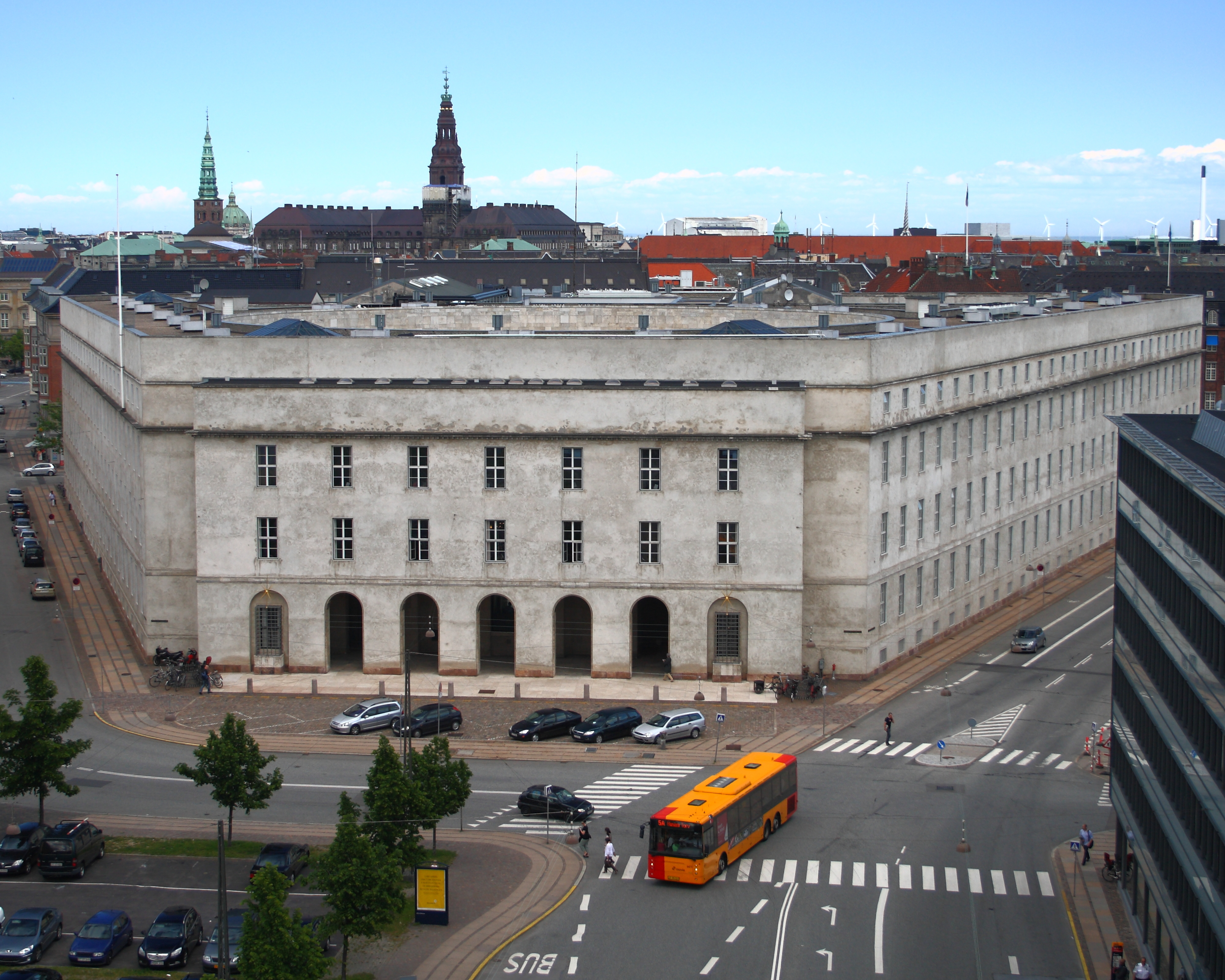
Außenansicht am Polititorvet

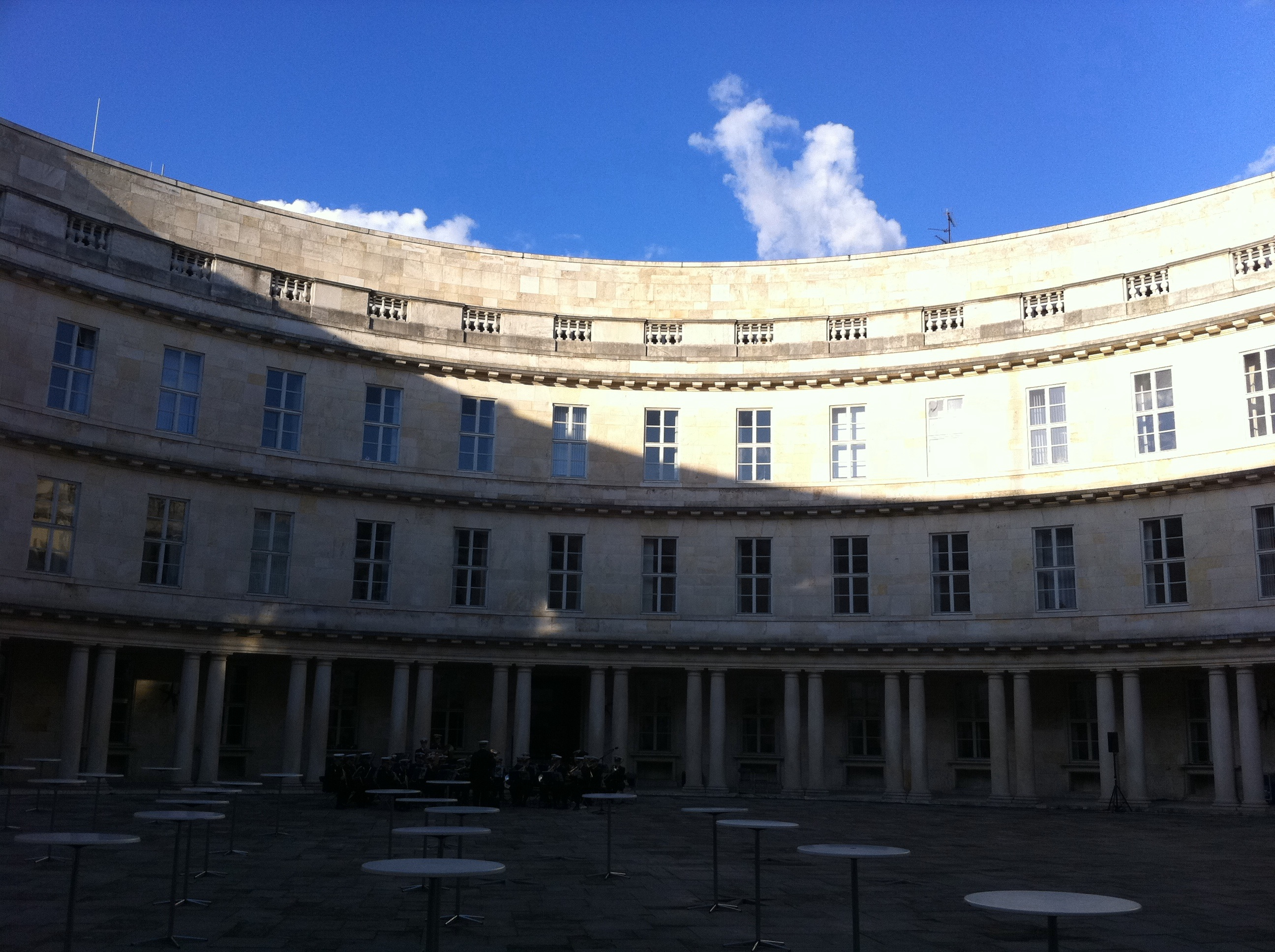
Innenhof

Københavns Politigård oder kurz Politigården ist das Hauptquartier der Polizei in der dänischen Hauptstadt Kopenhagen. Das Gebäude mit trapezförmigem Grundriss befindet sich zwischen Polititorvet, Niels Brocks Gade, Hambros Gade und Otto Mønsteds Gade im Südwesten des Kopenhagener Stadtzentrums (Indre By).
Der Politigård wurde von 1918 bis 1924 nach Plänen des Architekten Hack Kampmann erbaut. Nach Kampmanns Tod 1920 übernahmen sein Sohn Hans Jørgen Kampmann, Holger Jacobsen und Aage Rafn den Bau. Er gilt als Höhe- und Endpunkt des Neoklassizismus in Dänemark. Nach einer Idee von Aage Rafn erhielt er einen kreisrunden Innenhof mit einem Durchmesser von 44 Metern (Grundfläche 1615 m²), der von 88 paarweise angeordneten Säulen begrenzt wird, und einen kleineren rechteckigen Innenhof (Grundfläche 537 m²) mit der kolossalen Skulptur Slangedræberen (deutsch Der Schlangentöter) von Einar Utzon-Frank (1888–1955). Stilisiert, aber außerordentlich wirkungsvoll tritt die nackte männliche Figur auf die Schlange als symbolische Darstellung des Kampfes gegen das Böse.
Am 2. Februar 1924 konnte das Gebäude mit dem Einzug des 1. Polizeiinspektorats seiner Bestimmung übergeben werden. Seit 1995 steht es unter Denkmalschutz.
In seiner Funktion als Polizeihauptquartier diente das Gebäude (meist die Außenansicht, teilweise auch der runde Innenhof mit den Säulenreihen) als Drehort für Spielfilme, wie etwa die Filme der Olsenbande, Stealing Rembrandt – Klauen für Anfänger oder die Verfilmungen der Sonderdezernat-Q-Reihe von Jussi Adler-Olsen, sowie für Fernsehserien wie Die Brücke oder Kommissarin Lund – Das Verbrechen.